# ハーヴィクスベック
ハーヴィクスベック (ドイツ語: Havixbeck, 低地ドイツ語: Havkesbieck) は、ドイツ連邦共和国ノルトライン＝ヴェストファーレン州ミュンスター行政管区のコースフェルト郡に属す町村（以下、本項では便宜上「町」と記述する）である。この町は同州北部、バウム山地の北東周縁部に位置している。

## 地理
ハーヴィクスベックは、バウム山地の麓に位置する。この山地の最も高い峰である高さ 188.7 m のヴェスターベルクは、ノットゥルン町内に位置する。ハーヴィクスベック地区の西からミュンステルシェ・アー川が湧出し、ミュンスター市を流れた後、グレーヴェン近郊でエムス川に注ぐ。

### 隣接する市町村
ハーヴィクスベックは、北から時計回りに以下の市町村と境を接している: アルテンベルゲ（シュタインフルト郡）、郡独立市ミュンスター、以下いずれもコースフェルト郡のゼンデン、ノットゥルン、ビラーベック。

### 自治体の構成
自治体ハーヴィクスベックには、同名の首邑と、約 4 km 北東に位置するホーエンホルテ地区 (低地ドイツ語: Hoonholt) の他に、農場集落のゲネリヒ、ヘルケントルプ、マスベック、ラスベック、ナトルプ、ポッペンベック、ティルベック、ヴァーリンゲン、ブロック、ショーネバックが含まれる。ブロックとショーネベックは、1974年12月31日の市町村再編までアムト・ロクセルに属していた。

## 歴史
ハーヴィクスベックの地域で先史時代・古代に定住がなされていたことは考古学的出土品によって証明されている。たとえば、1938年にラスベック集落で紀元前1万5千年頃の Tardenoisien（中石器時代の文化様式）の遺物が発見されている。また、ヘルケントルプからは紀元前2000年頃の輝緑岩の石斧が出土した。

### ハーヴィクスベック
790年頃にフランク人が旧ケーニヒス街道沿いのハーヴィクスベックの領域内に荘園の拠点を建設し、土地の管理や農業経営を行った。この頃、湧き水の出るバウム山地の北東斜面にはすでに農業集落が形成されていた。文献に記録された最も古い農場は、ナトルプ（890年頃）、ティルベック（890年頃）、ポッペンベック（1050年頃）にあった。ゲネリヒも890年頃にヴェルデン修道院の最も古い土地台帳に記録されている。この文書で用いられている Geldrike という地名は、「犠牲」や「償い」を意味する語 Geld と「囲い」を意味する Rike/Recke とに由来する。
900年頃に、それまでビラーベックに属していたハーヴィクスベックは独立した教区に昇格した。1040年に設けられたシュルツェンホーフ（地方管理官の農場）ハーヴィクスベックは、ヴィガー夫妻の寄進によりミュンスター司教領の所有となったとされる。集落ハーヴィクスベックは、1137年にミュンスター司教ヴェルナーから聖堂参事会への寄進状に Haueskesbeke という表記で初めて言及されている。この地名は小川に由来する。hab あるいは hav という音節はおそらく水を表す。
1147年に農村マスベック (Moersbecke) 内に、聖マウリッツ修道院の荘園オーバーホーフ Varwecke があると記録されている。当時の管理官で、後に所有者となるエーファーヴィン・ドロステは、ドロステ・ツー・ヒュルスホフ家の出身であった。この荘園はシュタインフルトの貴族に売却され、さらにその後ツヴィッケル男爵家の所有となった。これが後のノストホフ農場であるとされる。

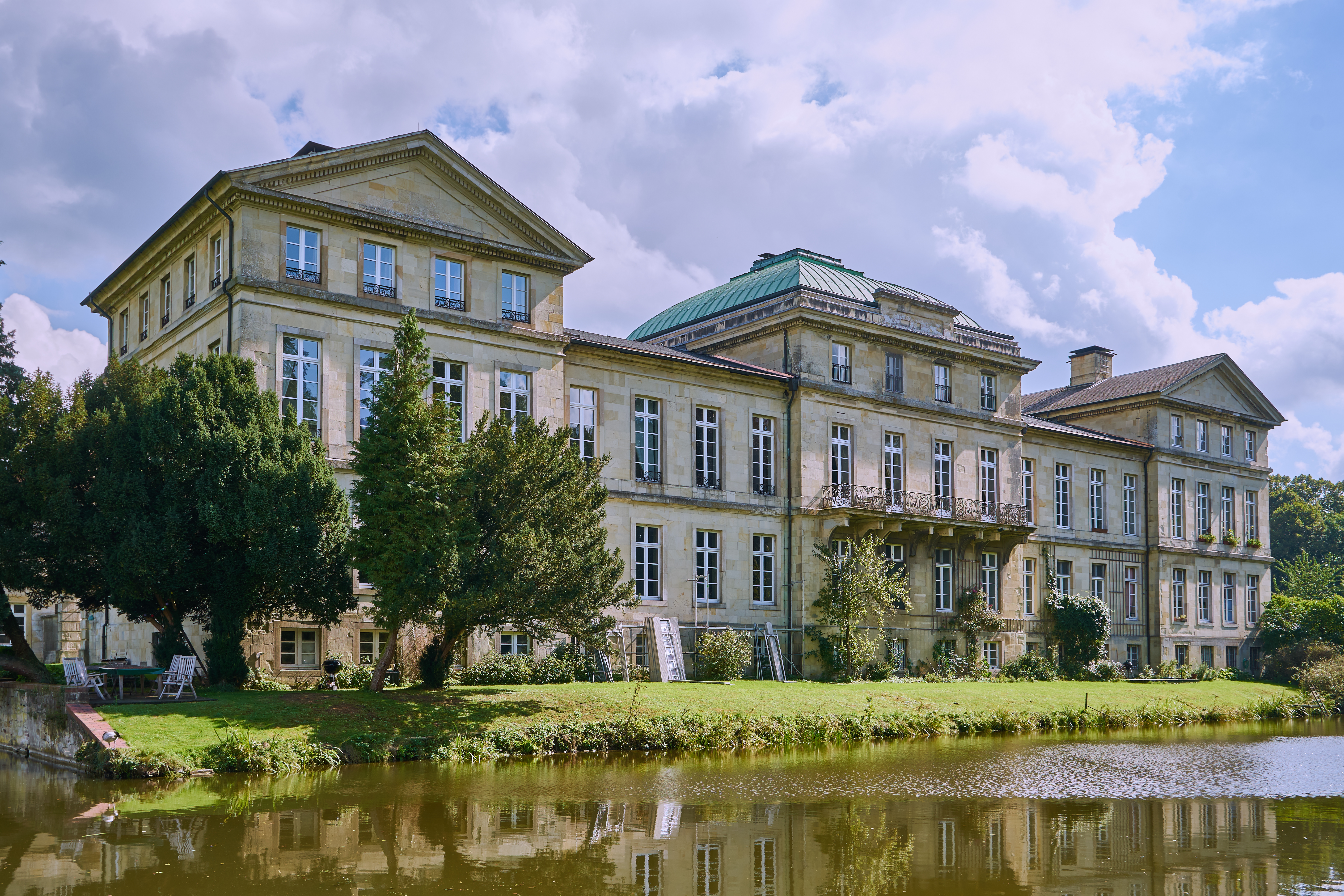
シュターペル館

1975年以前の歴史的なハーヴィクスベックの町域内には、現在も2つの水城が遺されている。1211年から記録が遺るシュターペル館は、何世紀もの間、貴族ケルケリンク家の所有で、その後婚姻によりドロステ・ツー・ヒュルスホフ家およびライツ・フォン・フレンツ家の手に渡った。ハーヴィクスベック館は聖マウリッツ修道院の荘園であったブリューニングスホーフに由来し、1396年に騎士ディートリヒ・フォン・ショーネベックに土地とともにレーエンとして授与された。その後婚姻によりベーフェルン家が所有し、現在のルネサンス様式の領主館を建設した。ツヴィッケル家がこの家族と結婚し、現在もこの城を所有している。
ハーヴィクスベックは、何度も火災に苦しめられた。1559年には教会と教会広場周辺の建物が火災によって失われ、1577年にも繰り返された。1690年4月25日には44軒の家屋と教会施設の一部が焼失した。1729年には集落の中心にあったシュルツェンホーフ・ハーヴィクスベックが焼け落ち、1734年にすぐ近くに新たに建設された。

### ホーエンホルテ
ホーエンホルテ地区では、同名の領主館の近くに1142年にリウトベルト・フォン・ベーヴェルンによってベネディクト会修道院が創設され、ランスの聖ニケア修道院の修道士がこれを所有した。初代プリオール（首席修道士または副院長にあたる地位）にはリウトベルトの兄弟にあたるテオデリヒが就任した。しかし1188年には修道士たちがホーエンホルテを去り、修道院はミュンスター司教ヘルマン2世フォン・カッツェネルンボーゲンに移譲され、アウグスチノ女子修道会の手に渡った。ホーエンホルテ修道院は、1292年の火災後に現在の場所に新たに建設された。この修道院は1557年に世俗の貴族の女子修道院に改変された。修道院は1811年に廃止された。ホーエンホルテは、1859年に独立した教区に昇格し、ハーヴィクスベック、ロクセル、アルテンベルゲがその管轄下に入った。
1748年、聖堂参事会員のアウグスト・ヴィルヘルム・フォン・ヴォルフ＝メッテルニヒがホーエンホルテのミュンステルシェ・アー川に橋を架けた。現在ではこの川がコースフェルト郡とシュタインフルト郡との境界となっている。

### 行政史
行政史の上からは、ハーヴィクスベックは変遷に富んだ歴史をたどった。ハーヴィクスベックは、元々は、ミュンスターラントのザクセン人のガウであるスコーピンガウに属していた。ミュンスター司教領内ではアムト・ホルストマールに属した。1803年の帝国代表者会議主要決議に従って、ハーヴィクスベックの一部（ティルベック、ヴァーリンゲン、ホーエンホルテ）はプロイセンに、ハーヴィクスベック本体はザルム＝ホルストマール侯領に属した。フランス統治時代には、ベルク大公国の下、一時的にコースフェルトに編入された後、再びミュンスターに属した。ハーヴィクスベックは、1816年に新設されたコースフェルト郡の一部となったが、早くも1832年に行政再編の一環としてミュンスター郡に編入された。1844年からハーヴィクスベックは独自のアムトを形成した。このアムト・ハーヴィクスベックは1929年に廃止され、自治体としてのハーヴィクスベックはアムト・ロクセルに編入された。1955年4月1日にハーヴィクスベックはアムト・ロクセルから分離され、ミュンスター郡のアムトに属さない自治体となった。
自治体再編の結果ハーヴィクスベックは、廃止されたロクセル（現在はミュンスター市の市区）の一部を取り込んで拡大し、1975年1月1日から再びコースフェルト郡の一部となった。

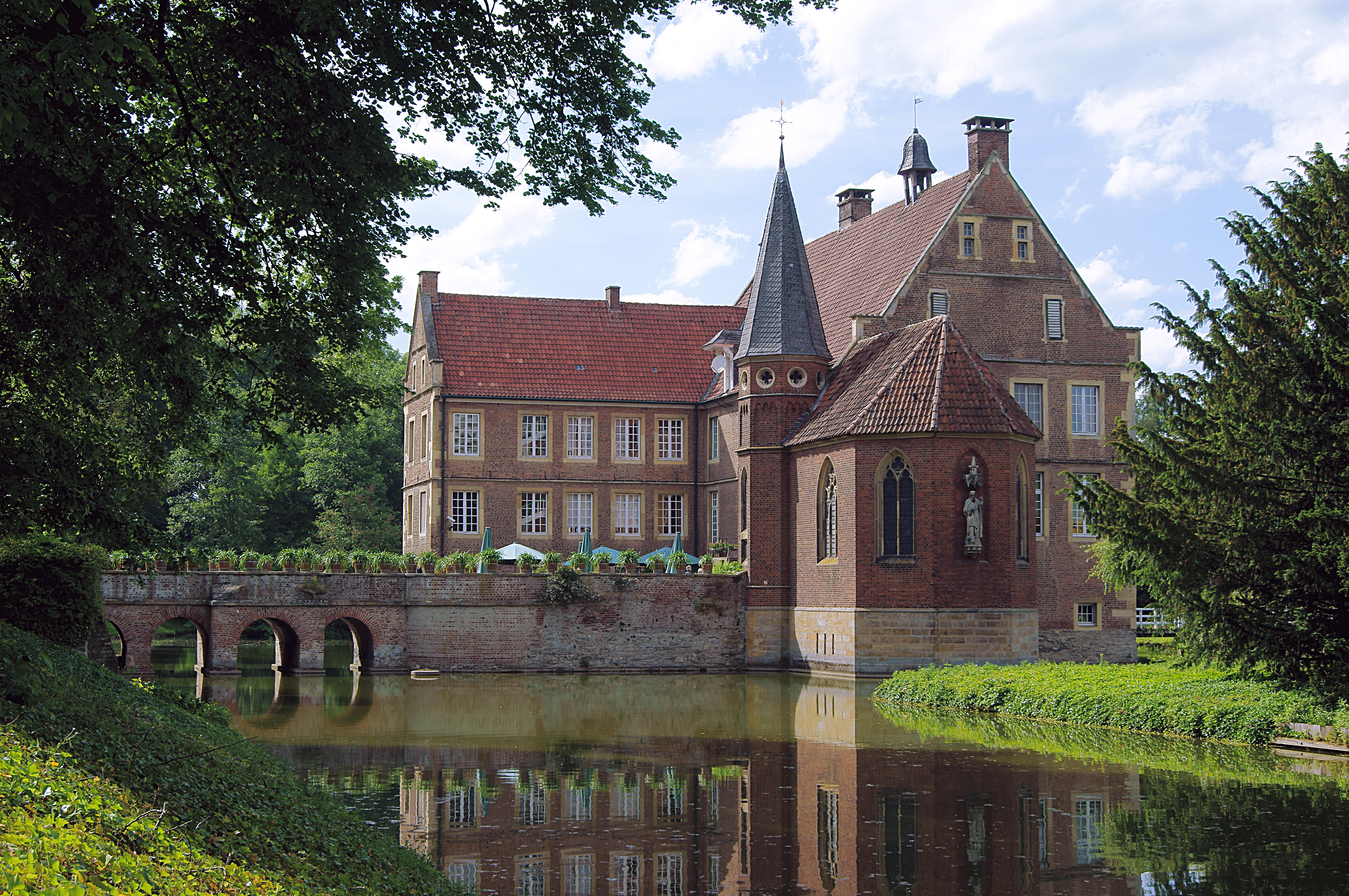
ヒュルスホフ城

1975年から、それまでロクセルの一部であった農業集落ショーネベック（中世のショーネベック騎士家の本拠を含む）がハーヴィクスベックに移管された。これによりハーヴィクスベックは第3の有名な水城を獲得した。それは、11世紀に Hoff von Hulshove（ヒュルスホフ荘園）の主城として記録されているヒュルスホフ城である。この城は1417年から2012年まで、ハーヴィクスベックのシュターペル城を建設したドロステ・ツー・ヒュルスホフ家の累代の城であった。1797年に、ドイツで最も有名な女流作家・詩人の一人に数えられるアネッテ・フォン・ドロステ＝ヒュルスホフがここで生まれた。現在、ヒュルスホフ城は博物館とともに、アネッテ・フォン・ドロステ・ツー・ヒュルスホフ財団によってノルトライン＝ヴェストファーレン州の文学センターとして拡充されている。

## 文化

### 議会
ハーヴィクスベックの町議会は26議席からなる。

### 首長
イェルン・メルトゲン（同盟90/緑の党）は、2020年に決選投票の結果ハーヴィクスベックの町長に選出された。

### 紋章
図柄: 銀地。右（向かって左）を向いた金の嘴と爪を持つ黒いオオタカ (ドイツ語: Habicht) が、銀の斜め波帯がある緑の三峰の山の上に描かれている。
オオタカと波帯は、町名の Havix - beck の語呂合わせである。緑の三峰の山はバウム山地にある町の立地を表現している。黒と白は、数世紀もの間ハーヴィクスベックを拠点としたフォン・ツヴィッケル家の色である。

### 姉妹自治体
ハーヴィクスベックは、以下の自治体と姉妹自治体関係にある。
- ベルガルド (ロワレ県)（フランス語版、英語版）（フランス、ロワレ県）
- ベステンゼー（ドイツ語版、英語版）（ドイツ、ブランデンブルク州）

## 文化と見どころ

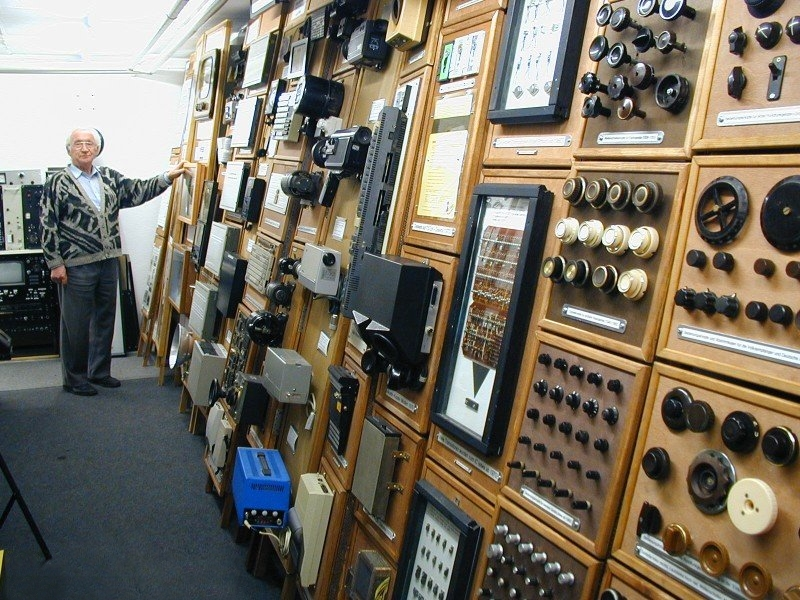
ホルシュティーゲ放送博物館と創設者ラインホルト・ホルトシュティーゲ

### 博物館
ハーヴィクスベックには全国的に重要な博物館が3館ある。バウムベルガー砂岩博物館は、バウムベルガー砂岩の成り立ちや1000年間にわたるその採掘について展示している。さらに、ミュンスターラントの彫刻家や石工の芸術、クニュプフェルやシュラーゲアイゼン（ともに石工や鍛冶屋が使う伝統的な工具）の技も紹介している。この博物館では夏季にアマチュアのための特別な彫刻コースを開講している。
ハーヴィクスベックのラジオ・テレビ技術者ラインホルト・ホルトシュティーゲ（1929-2011）が開設した民営のホルトシュティーゲ放送博物館は、ラジオおよびテレビ技術の歴史を紹介している。こうしいた展示は、ドイツではユニークなものである。
ドロステ博物館は、詩人アネッテ・フォン・ドロステ＝ヒュルスホフの生涯、特に子供時代の品を展示している。この博物館は、1417年からミュンスターラント貴族ドロステ・ツー・ヒュルスホフ家の居館であったヒュルスホフ城の主館に入っている。

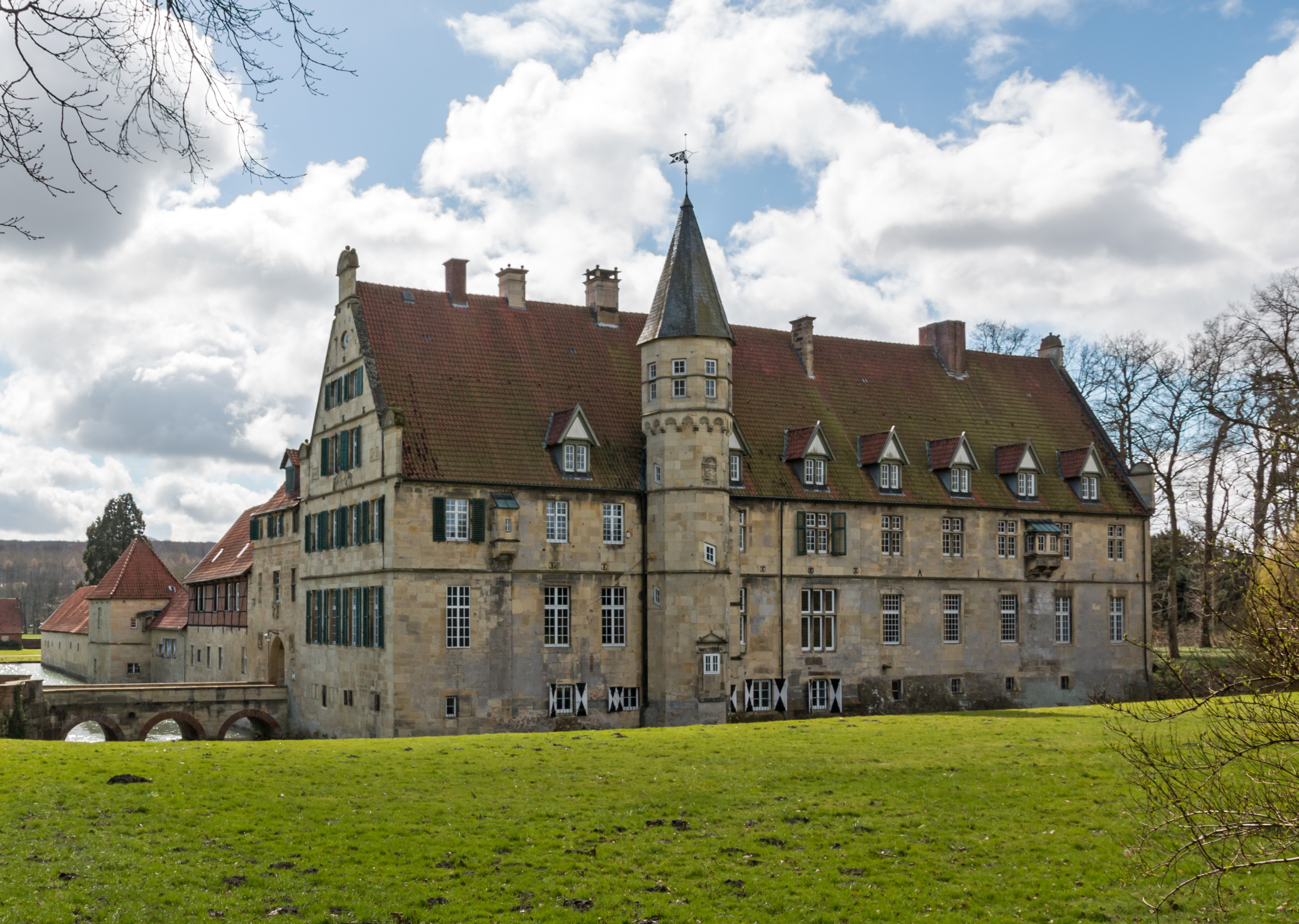
ハーヴィクスベック館

### 建築

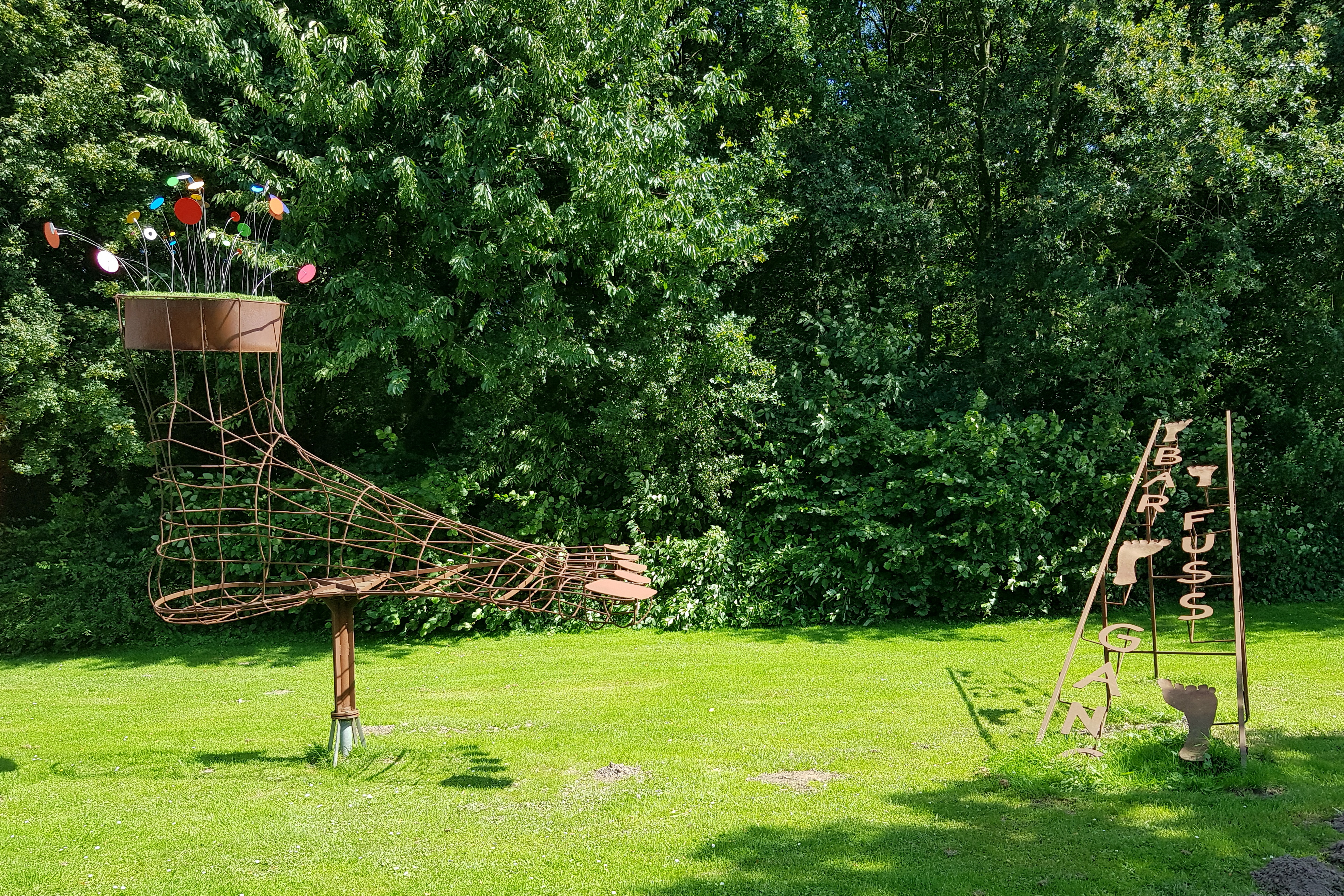
ティルベック修道院の「はだしの道」のモニュメント

ヒュルスホフ城、シュターペル館、ハーヴィクスベック館は、ミュンスターラントの多くの城館の3例である。町の中心には中世の遺構であるトーアハウス（楼門）と聖ディオニシウス教会がある。トーアハウスのアーチには、ここでスペイン兵が撃退された1587年4月12日の戦闘の痕跡が遺っている。ハーヴィクスベックにはホーエンホルテ修道院教会もある。ビラーベックへ向かう州道沿いに、騎士スヴァー・フォン・ベーヴェルンの死を記念したゴシック様式のポッペンベッカー十字がある。

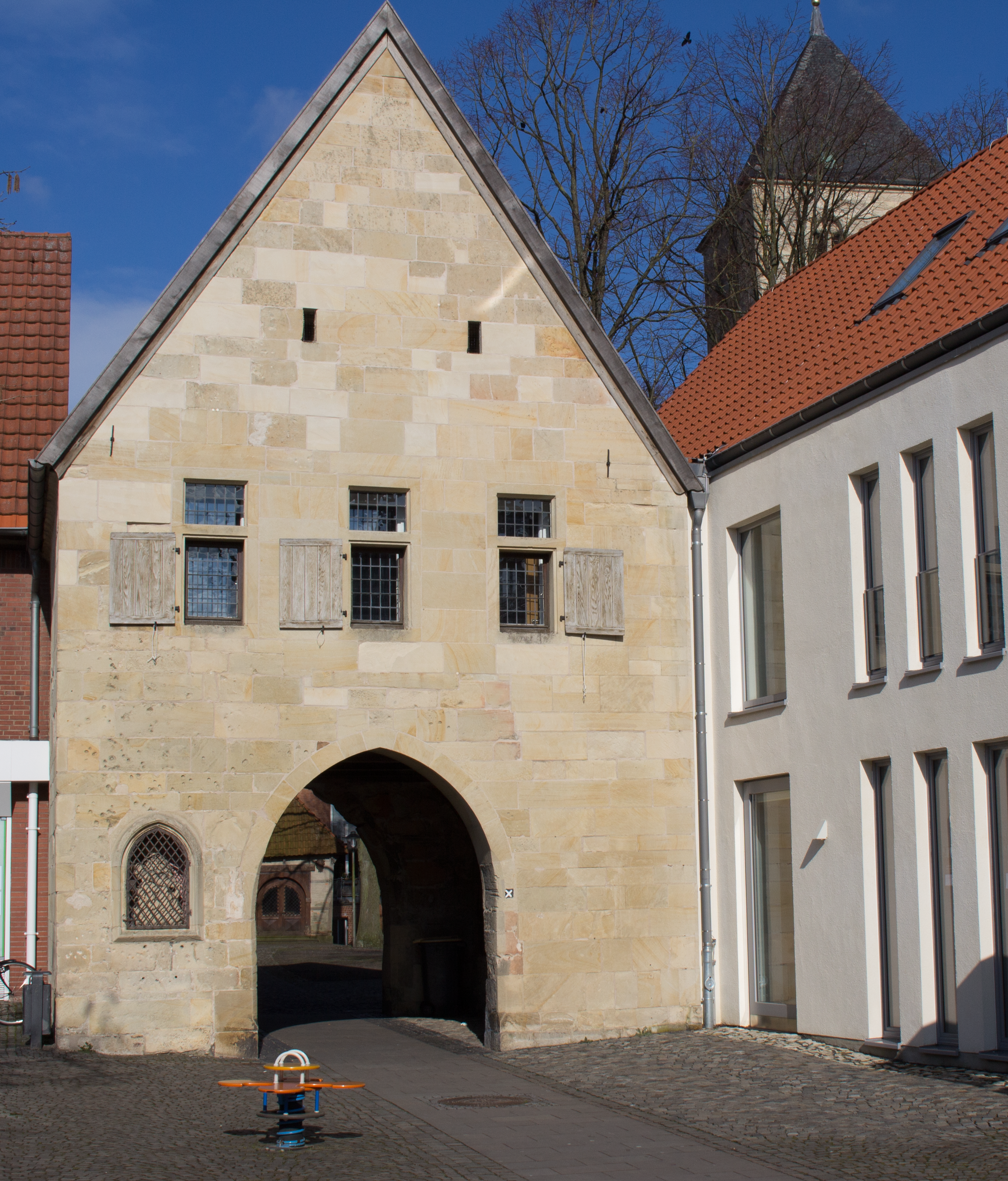
トーアハウス
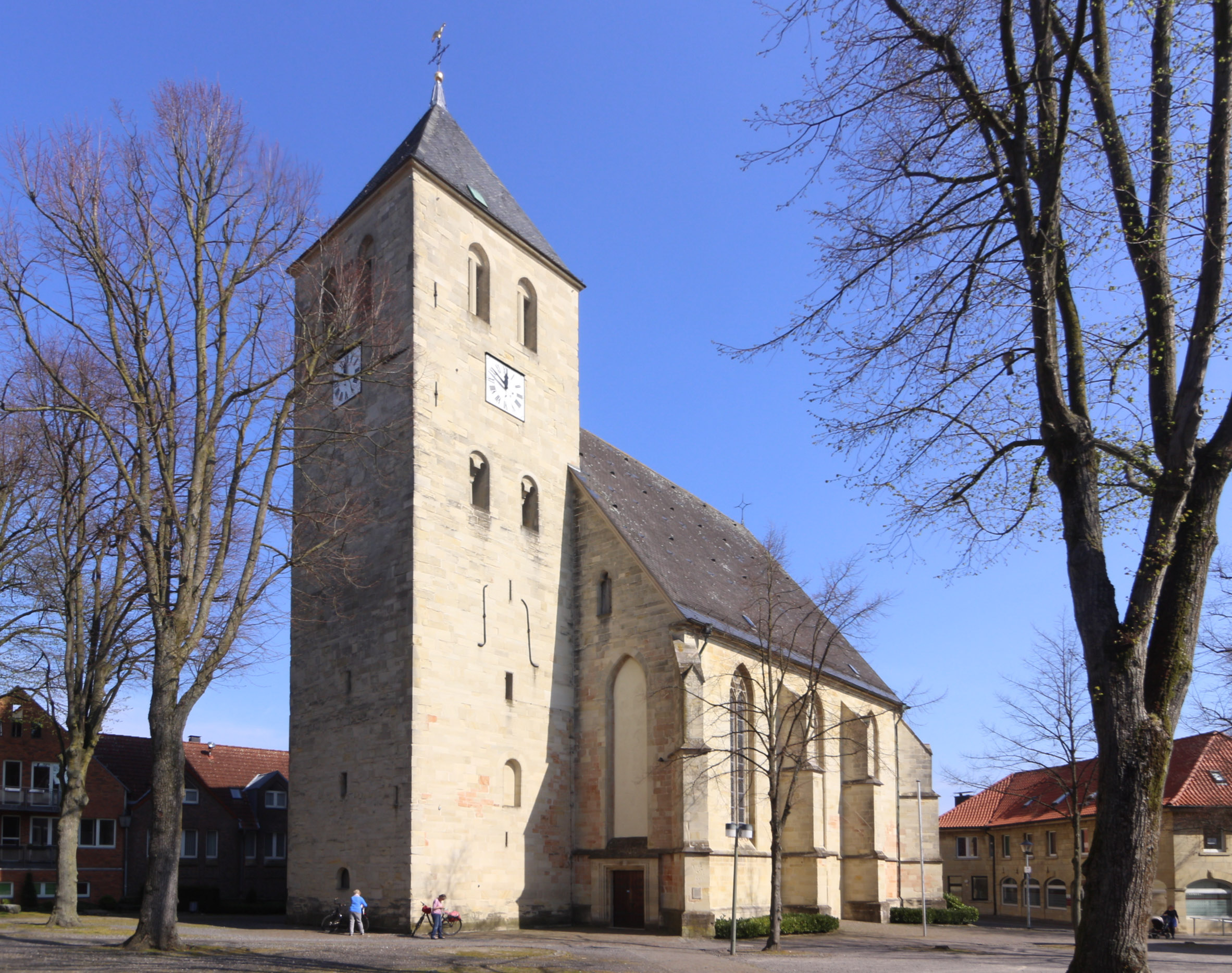
聖ディオニシウス教会
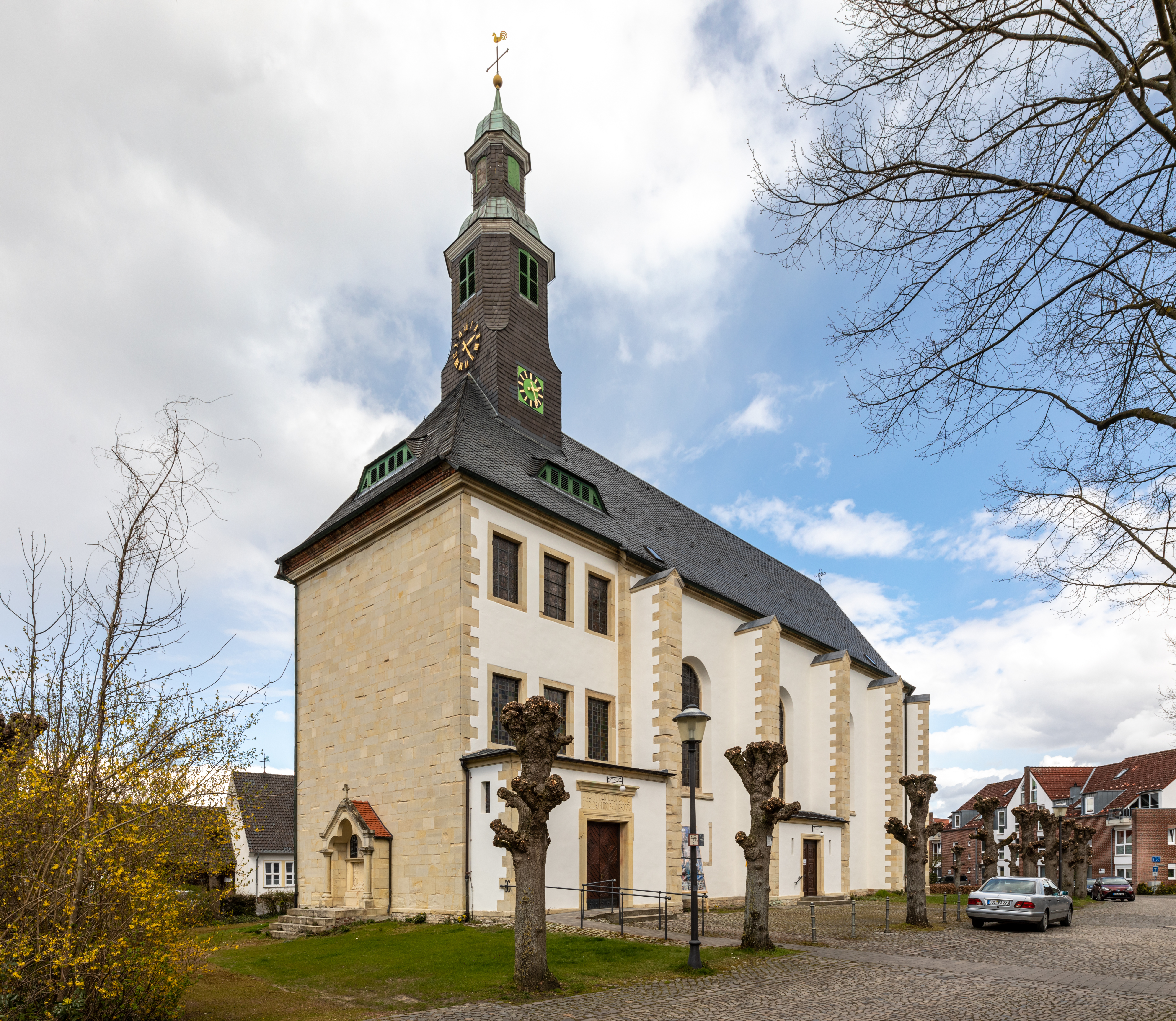
ホーエンホルテ修道院教会
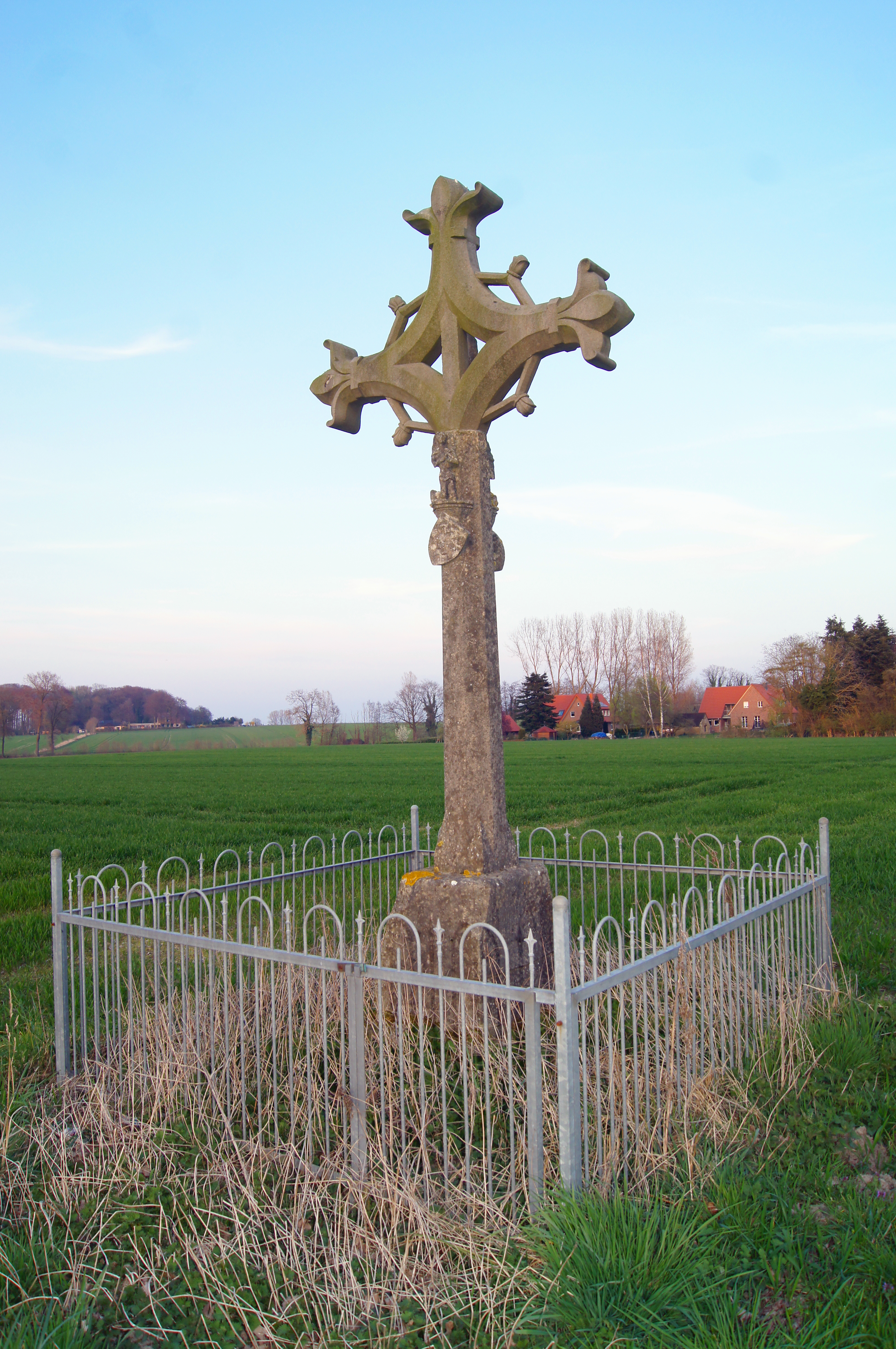
ポッペンベッカー十字

### 公園
ティルベック修道院の魅力の1つが「はだしの道」である。この種の公園は訪問者が裸足で散策し、この特別な種類の感覚的な体験を通してリラックスと健康促進およびストレス軽減につながるよう設計されている。

### スポーツ
この町で最も会員数の多いクラブが、SV シュヴァルツ＝ヴァイス・ハーヴィクスベックである。このクラブには9つの部門（サッカー、ハンドボール、バスケットボール、バドミントン、徒手体操/器械体操、柔道/合気道、卓球、バレーボール、陸上競技）がある。サッカーの第1チームは、2018/19年シーズンにクライスリーガAに昇格したが、2022/23年シーズンにクライスリーガBに降格した。
ホーエンホルテ地区にはスポーツクラブ ゲルプ＝シュヴァルツ・ホーエンホルテ（略称: GSH）がある。この地区の住民の多くがこのスポーツクラブの会員であり（2016年3月31日現在の会員数は840人）、1974年以降はボランティアベースで存続している。スポーツ種目は、サッカー（シニア、ユース、女子。シニア第1チームはクライスリーガAミュンスターでプレイしている）、体操、ダンス、テニス、ランニングおよびウォーキング、合気道、ダーツ、児童グループがある。
この町には、ドイツ・ライフセービング協会 (DLRG) の地域グループがある。この団体は、コースモデルを設けて水泳初心者のトレーニングの大部分を引き受けており、夏季には無料でバッジテストを定期的に行っている。DLRG ハーヴィクスベック地域グループには強力なユースグループがあり、青少年向けに定期的な水泳教室の他に年間を通して様々な活動を行っている。

### 音楽
ハーヴィクスベックには、ブラスオーケストラ・フォン1878と1973年に創設されたユーゲントオーケストラ・ハーヴィクスベック e.V.（直訳: 青年オーケストラ・ハーヴィクスベック） の2つのアマチュア・ブラウオーケストラがある。ユーゲントオーケストラは、かつての指揮者ギュンター・メルテンスによって私的に設立されて発展し、公的支援を受ける音楽教育体制を整備し、ドイツの多くのアマチュア・アンサンブルの規範とされている。ユーゲントオーケストラ・ハーヴィクスベックは、ハーヴィクスベック音楽学校の運営母体である。1975年、新設されたハーヴィクスベック室内合唱団が活動を開始した。1976年にはユーゲントシュピールマンスツーク・ハーヴィクスベック（直訳: ハーヴィクスベック青年演奏家集団）も創設された。この団体は、年齢層の変化に伴いシュピールマンスツーク・ハーヴィクスベックと改名された。2007年から毎年ホーエンホルテで音楽祭「ホーエンホルテ＝ロックト!」が開催されている。主催者たちは2011年にユーゲントクルトゥールフェライン・ホーエンホルテe.V.（直訳: ホーエンホルテ文化クラブ）を設立した。

## 経済と社会資本
ハーヴィクスベックの経済は、主に3つの産業地区にある中小企業によって成り立っている。

### 交通
最寄りのアウトバーンのインターチェンジは、約 12 km 離れた連邦アウトバーン1号線のミュンスター北インターチェンジである。
ハーヴィクスベックは、ミュンスターからコースフェルトへ向かうバウムベルゲ鉄道沿いにあり、1時間間隔で列車（RB 63）が運行している。ミュンスターからの所要時間は約20分である。
| 路線番号 | 行程 | 運行間隔                                                     |
| -------- | --- | ------------------------------------------------------------ |
| RB 63    | バウムベルゲ鉄道 コースフェルト（ヴェストファーレン） - コースフェルト・シュールツェントルム - ルートゥム（一部停車しない列車がある） - ビラーベック - ハーヴィクスベック - ミュンスター＝ロクセル - ミュンスター＝メクレンベック - ミュンスター（ヴェストファーレン）中央駅 （- ミュンスター・ツェントルム・ノルト （平日のみ）） 2023年12月の時刻表による。 | 60分 30分（コースフェルト - ミュンスター中央駅間の平日のみ） |

同じく1時間ごとに運行されているバスを使うと、乗降箇所にもよるがミュンスターへの所要時間は20分から50分程度である。さらに、金曜から土曜にかけての夜間にミュンスターに往来する夜行バス N64号線や土曜日から日曜日の夜間にハーヴィクスベックとミュンスターやシュタットローンとを結ぶ夜行バス N7号線がある。
ハーヴィクスベックは、以下の広域自転車道やサイクリングのためのテーマルートに結ばれている: 欧州自転車道R1号線、100城ルート、砂岩ルート。

### 公共機関
ハーヴィクスベック郊外に、ティルベック修道院が障害者のための居住・労働施設を運営している。

### 教育
- バウムベルゲ＝シューレ（カトリック基礎課程学校）
- ミュンスターラントシューレ（州認定の代替学校）
- アンネ＝フランク総合学校
- 音楽学校（ユーゲントオーケストラ・ハーヴィクスベックが運営している）
- 市民大学

## 人物

### 出身者
- アネッテ・フォン・ドロステ＝ヒュルスホフ（1797年 - 1848年）作家、詩人、作曲家。
- マックス・ゲオルク・フォン・ツヴィッケル（ドイツ語版、英語版）（1926年- 2013年）補佐司教、フェヒタ教区裁判所所長。
- ウゴンナ・オケグォ（ドイツ語版、英語版）（1962年 - ）ジャズ・ベーシスト

## 関連図書
- Reinhold Holtstiege (1991). Havixbeck und seine Vergangenheit. Dülmen: Laumann. ISBN 978-3-87466-152-2
- Peter Ilisch (2005), “Zu den Anfängen des Dorfes Havixbeck”, Geschichtsblätter des Kreises Coesfeld 30:  pp. 1–12
- Edeltraud Balzer (2006). Adel – Kirche – Stiftung. Münster: Verlag Aschendorff. ISBN 978-3-402-03872-7